# Chelsy Davy
Chelsy Yvonne Davy (Bulawayo, 13 de outubro de 1985) é uma advogada zimbabuense. Foi namorada do príncipe Henrique, Duque de Sussex entre 2004 e 2010.

## Biografia
Chelsy nasceu em Bulawayo, Zimbabwe, filha de Charles Davy, um fazendeiro sul-africano, e Beverley Donald Davy, ex-modelo e Miss Rodésia em 1973.
Ela tem um irmão mais jovem, Shaun, e cresceu na fazenda de sua família.
Seu pai, Charles, é um dos maiores proprietários de terra do Zimbabwe. Ele é dono de aproximadamente 1,200 km² de terra. Ele mantém laços com o controvérso político Webster Shamu.

### Relacionamento com príncipe Henrique, Duque de Sussex
A imprensa inglesa descreve a relação de Davy e Henrique, Duque de Sussex filho caçula do Rei Carlos III como "turbulenta." O casal se conheceu em 2004 quando estudavam na Stowe School, e viveram entre "idas e vindas" até 2010. Chelsy anunciou o fim do relacionamento via Facebook. Em 2011, após rumores de uma reconciliação, Henrique declarou-se "100 % solteiro" afirmando não ter tempo para nenhum tipo de relação. No entanto, Davy foi convidada para o casamento de Guilherme de Gales e Catarina Middleton, quando declarou que não se casaria com Henrique pois "não era vida para ela".
Chelsy Davy diz ter vivido um inferno. Sobre o assédio a que esteve sujeita por parte dos tablóides britânicos durante esse período afirmou: "Foi assustador e desconfortável. Era muito difícil quando alguma coisa corria mal. Eu queria ser uma miúda normal, mas foi horrível". Revelou que a permanente exposição pública teve consequências no namoro com o príncipe e que, quando a relação terminou se refugiou-se no Zimbabué, país que a viu nasceu.
Em maio de 2018 compareceu à cerimônia de casamento do Príncipe Henrique com Meghn Markle.

## Carreira
Em 2006, graduou-se em economia na Universidade da Cidade do Cabo e em direito em 2009 pela Universidade de Leeds. Ela começou um estágio na Farrer & Company, em dezembro de 2008, mas em vez de aceitar uma posição permanente na empresa, ela optou por um ano sabático. Em setembro de 2011 Chelsy começou a trabalhar como advogada estagiária no escritório de advocacia Allen & Overy e agora trabalha como advogada na firma.